# Omari Hardwick
Omari Latif Hardwick (Geórgia, 9 de janeiro de 1974) é um ator norte-americano.